# Eswaragowdanahalli, Nanjangud
Eswaragowdanahalli là một làng thuộc tehsil Nanjangud, huyện Mysore, bang Karnataka, Ấn Độ.